# La Cinq
La Cinq – pierwszy prywatny, niekodowany, francuski kanał telewizyjny, nadający naziemnie w okresie od 20 lutego 1986 roku do 12 kwietnia 1992 roku.

## Historia
W 1985 roku rządząca Republiką Francji Partia Socjalistyczna, obawiając się porażki w przyszłorocznych wyborach parlamentarnych, wyszła z inicjatywą uruchomienia nowych naziemnych kanałów telewizyjnych, będących konkurencją dla telewizji publicznej i zakodowanego Canal+, by dotrzeć do jak największej grupy odbiorców i stworzyć sobie miejsce do przekazywania opinii oraz pomysłów, gdyby rząd znalazł się w opozycji.
16 stycznia, prezydent Francji, François Mitterrand, wystosował apel podczas wywiadu telewizyjnego o stworzenie „dodatkowej przestrzeni wolności”. Zwrócił się do rządu Laurenta Fabiusa z prośbą o realizację projektu. 20 maja, prawnik Jean-Denis Bredin przekazał premierowi opracowany raport o uruchomieniu nowych komercyjnych stacji telewizyjnych. Analizy końcowe raportu wskazywały na utworzenie dwóch krajowych kanałów prywatnych, finansowanych głównie przez reklamy i których częstotliwości będą przyznawane przez państwo zgodnie z artykułem 79 ustawy z dnia 29 lipca 1982 roku o komunikacji audiowizualnej. 31 lipca Georges Fillioud, francuski Sekretarz Stanu ds. Technik Komunikacyjnych, przedstawił Radzie Ministrów komunikat w sprawie rozwoju audiowizualnego. Fillioud ogłosił projekt ustawy określającej utworzenie do wiosny 1986 roku dwóch nowych prywatnych krajowych kanałów telewizyjnych, jednego o tematyce ogólnej i drugiego muzycznego, skierowanego do młodzieży. Właścicielami stacji miałyby zostać grupy prasowe, firmy produkcyjne i reklamodawcy.
Rząd zgodził się na uruchomienie dwóch komercyjnych stacji telewizyjnych i zaprosił zainteresowane przedsiębiorstwa o składanie wniosków na otrzymanie licencji. Jako pierwszy z zamiarem uruchomienia swojej stacji zgłosił się koncern CLT, który dążył do wprowadzenia telewizji RTL na terytorium Francji. Ofertą uruchomienia nowego kanału, a tym samym możliwość ekspansji w Europie, zainteresowany był również Silvio Berlusconi, właściciel grupy Fininvest, będącej potentatem telewizyjnym na włoskim rynku medialnym.  Na początku listopada 1985 roku Silvio Berlusconi wraz z firmami należącymi do Chargeurs Réunemble, Jérôme'a Seydoux i Christophe Riboudem, stworzył spółkę France 5, która oficjalnie wystartowała jako kandydat w konkursie na uruchomienie piątego kanału telewizyjnego. Berlusconi w tym samym czasie był blisko związany politycznie z premierem Włoch, Bettino Craxi, który polecił kandydaturę spółki France 5 prezydentowi Mitterandowi, by otrzymała koncesję.
W tym samym czasie rząd walczył z opozycją w Zgromadzeniu Narodowym, by przeforsować poprawkę do ustawy o prywatnej telewizji, która umożliwiłaby bezpłatną instalację nadajników przez przedsiębiorstwo TDF na szczycie Wieży Eiffla, bez konieczności uzyskiwania upoważnienia od miasta Paryża, właściciela pomnika i którego merem był Jacques Chirac. Poprawka do ustawy została ostatecznie przegłosowana przez deputowanych 15 listopada 1985 roku.

### Pierwsza generacja La Cinq (Jérôme Seydoux)
20 listopada 1985 roku Rząd przyznał spółce France 5 18-letnią koncesję na emisję piątego kanału telewizyjnego, mimo dezaprobaty niektórych ministrów i doradców prezydenta Francji oraz Urzędu ds. Komunikacji Audiowizualnej, który nie zatwierdził specyfikacji stacji, ale nie posiadał odpowiednich uprawnień do jej modyfikacji. 22 listopada 1985 roku Jérôme Seydoux i Silvio Berlusconi zaprezentowali opinii publicznej format nowego kanału oraz programy, jakie pojawią się wkrótce na antenie. Przeciwnicy Berlusconiego oskarżyli go o chęć stworzenia telewizji z audycjami dla mało wymagającego widza.
13 grudnia 1985 roku prawicowa opozycja nie chcąc, by uruchomiono nowe kanały telewizyjne, ogłosiła prawo sprzeciwu, uchylając poprawkę do ustawy o prywatnej telewizji. Zmusiła rząd do stworzenia nowego projektu komercyjnych stacji telewizyjnych, który przegłosowany 21 grudnia przez Parlament. 16 stycznia 1986 roku koncern CLT bezskutecznie walczył o stwierdzenie nieważności umowy koncesyjnej przed Radą Stanu. 20 stycznia 1986 roku Berlusconi ogłosił na konferencji prasowej, że piąta stacja telewizyjna będzie nazywać się „La Cinq” (Piątka), a jej nazwa pochodziła od siostrzanego, włoskiego kanału Canale 5. Berlusconi rozmawiał z różnymi firmami medialnymi i zachęcał do zakupu reklam oraz czasu antenowego w jego stacji, by wspomóc ją finansować.
La Cinq rozpoczął nadawanie w czwartek, 20 lutego 1986, o godzinie 20:30. Pierwszym wyemitowanym programem była rewia Voilà la Cinq, nagrana wcześniej w mediolańskim studiu grupy Mediaset, należącej do Berlusconiego. Przez pierwsze tygodnie nadawania, w ramówce kanału dominują programy rozrywkowe i teleturnieje, będące adaptacją najpopularniejszych formatów z włoskiego Canale 5. Premierowe odcinki programów emitowane były w blokach 4-5 godzinnych, a następnie powtarzanych kilka razy na dobę. W ciągu 60 minut, kanał nadawał trzy pasma reklamowe. Prezenterami La Cinq byli pracownicy TF1 i Antenne 2.
Prócz programów rozrywkowych i teleturniejów, kanał emitował wiele amerykańskich seriali z lat 60. i 70., które do tej pory nie były znane we Francji. O 19:30 w każdy dzień tygodnia nadawano inny premierowy serial dla młodzieży. Godzina 20:30 zarezerwowana była dla filmów. Jest to nowość we francuskiej telewizji, do tej pory trzy stacje telewizji publicznej rzadko nadawały filmy, a La Cinq nadawała je kilka razy w tygodniu. Krytycy filmowi są przeciwni takiej praktyce, powołując się na duże ryzyko spadku frekwencji w kinach oraz to, że La Cinq emitował filmy dwa lata po ich kinowej premierze. Filmy miały telewizyjną premierę szybciej niż na kodowanym Canal+ (stacja miała prawo nadawać filmy minimum trzy lata po ich kinowej premierze).
Po wyborach parlamentarnych w marcu 1986 roku, prawica wróciła do władzy. Jacques Chirac został premierem Francji. Poprosił swojego ministra komunikacji, François Léotard o wdrożenie nowej polityki audiowizualnej: sprywatyzowaniu TF1 (pierwotnie zakładano trzeci kanał publiczny FR3) i unieważnienie koncesji dla dwóch stacji prywatnych: La Cinq i TV6.
W lutym 1987 roku rząd przyjął ustawę o likwidacji dotychczasowych kanałów komercyjnych, jednocześnie otworzył możliwość składania wniosków na nowe koncesje. Do czasu wyłonienia zwycięskich kandydatur, La Cinq i TV6 dostają polecenie od rządu o kontynuowaniu emisji programów.

### Druga generacja La Cinq (Robert Hersant)
Pierwszym kandydatem, który zgłosił się do uzyskania koncesji na nadawanie piątego kanału była grupa Socpresse Roberta Hersanta, właściciela m.in. Le Figaro i France-Soir. Hersant wraz z byłymi właścicielami telewizji La Cinq, Silvio Berlusconim i Jerome Seydoux, stworzył firmę La Cinq. Projekt Hersanta zakładał uruchomienie pluralistycznej stacji, w której będzie dużo miejsca na serwisy informacyjne. Do przetargu stanęli także: grupa medialna Western TV, prowadzona przez Jimmy’ego Goldsmitha, która chciała stworzyć popularny, rodzinny kanał, skierowany do wszystkich widzów oraz koncern CLT, który ostatecznie zrezygnował z ubiegania się o emisję dla piątego kanału, gdy dowiedział się, że na pewno otrzyma koncesję na szóstą stację. Hachette, który bierze udział w konkursie na sprywatyzowanie TF1, nie przedstawił żadnego projektu.
23 lutego 1987 roku CNCL przyznała koncesję na świadczenie usług telewizyjnych na piątą naziemną stację spółce La Cinq  na dziesięć lat. Robert Hersant mianował na dyrektora generalnego  kanału Philippe Ramonda. Mężczyźni skoncentrowali się na produkcji serwisów informacyjnych, wiosną 1987 roku zatrudnili Patrice’a Duhamela na dyrektora ds. informacji, powierzyli mu utworzenie redakcji informacyjnej pod nadzorem Jacquesa Héberta. Od 14 września 1987 roku zespół młodych dziennikarzy każdego dnia będzie tworzyć pięć nowoczesnych i innowacyjnych serwisów informacyjnych.
Od 7 marca 1987 roku do ramówki kanału trafiły japońskie anime, które do jesieni tego samego roku wypełniły większość czasu antenowego La Cinq. Pojawiły się również programy muzyczne i talk show.
W tym okresie kanał dostępny był na niewielkiej części terytorium Francji, głównie w dużych miastach, podczas gdy stacja kierowała większość swoich programów rozrywkowych do widzów z małych miasteczek i wsi. Ponadto nowe kanały nadawały na bardziej nowoczesnym wariancie SECAM, co wymagało do odbioru anteny szerokopasmowej.
Serwisy informacyjne produkowane przez La Cinq osiągnęły sukces, pozostałe audycje w ramówce nie osiągnęły oczekiwanej widowni. Kanał oglądało średnio 5% widzów. Stacja koncentrowała się na informacjach, sporcie i filmach z katalogu Berlusconiego, w tym wielu serialach, filmach telewizyjnych i kinie niskobudżetowym.

### Trzecia generacja La Cinq (Hachette)
Po trzech latach od uzyskania koncesji na nadawanie, La Cinq był kanałem nierentownym, z dużymi długami, spowodowanymi niepowodzeniem znacznej części tworzonych programów i niską oglądalnością. Robert Hersant zarzucił Berlusconiemu, że sprzedawał  La Cinq swoje formaty i licencje na programy za zbyt dużą ilość pieniędzy. Berlusconi nie zgadzał się z tym stwierdzeniem i wygarniał Hersantowi nadmierną produkcję serwisów informacyjnych, które były, jego zdaniem,  nieopłacalne. Hersant doszedł do wniosku, że La Cinq była pogrążona w bankructwie, a jej tragiczna sytuacja finansowa mogła doprowadzić do naruszenia funkcjonowania jego grupy medialnej. Hersant postanowił sprzedać wszystkie swoje udziały w La Cinq grupie Hachette, którą prowadził Jean-Luc Lagardère, przegrany kandydat w konkursie na prywatyzację TF1, marzący o przejęciu naziemnego kanału telewizyjnego. Hachette został głównym akcjonariuszem La Cinq.
Hachette całkowicie przekształciło La Cinq, z ramówki zniknęła większość audycji, nowy właściciel zmienił profil kanału na bardziej familijny, mający być zdolny do konkurowania z TF1. 22 nowe programy zostały wprowadzone na antenę w kwietniu 1991 roku, jednak wszystkie zostają usunięte z ramówki po kilku tygodniach bez osiągnięcia znaczącego wzrostu udziału w rynku. Sukces odniosły audycje sportowe, informacyjne, wieczory z kinem Walta Disneya i serial Miasteczko Twin Peaks.
Mimo niepowodzeń z nowymi programami, Hachette inwestował coraz więcej pieniędzy w La Cinq. Tworzył kolejne audycje, które nie odnosiły popularności, remontował studia telewizyjne i dbał o identyfikację wizualną stacji.  Rok po nabyciu przez Hachette kanału, deficyt wyniósł 1,1 miliarda franków francuskich, straty od czasu uruchomienia sięgały 3,5 miliarda franków. 17 grudnia 1991 zostało zwolnionych 576 pracowników La Cinq. Na ekranie telewizorów przez 24 godziny logotyp kanału wyświetlany był na czarno jako forma protestu przed zwolnieniem 75% załogi stacji. 3 stycznia 1992 roku, przedsiębiorstwo La Cinq, nadawca La Cinq, został postawiony w stan upadłości likwidacyjnej.

### Likwidacja kanału
16 marca 1992 roku Silvio Berlusconi zaproponował plan ratunkowy dla La Cinq, jednak wycofał go 24 marca, z powodu nacisków ze strony rządu, wpływu niektórych polityków i wrogości nielicznych nadawców prywatnych (TF1, Canal+ i M6), którzy zaproponowali stworzenie wspólnego kanału informacyjnego, który zająłby miejsce La Cinq.
Sąd Handlowy w Paryżu ogłosił likwidację La Cinq 3 kwietnia 1992 roku, a stacja zaprzestała nadawania w niedzielę, 12 kwietnia 1992 roku, o północy. 23 kwietnia rząd przejął zwolnione częstotliwości i nadajniki należące do kanału. Do wieczora 28 września 1992 pasmo pozostawało wolne, a miejsce po La Cinq zajęła telewizja Arte.